# Kumrovec
Kumrovec (pronúncia em servo-croata: [kûmroʋet͡s]) é uma vila na parte norte da Croácia, parte do Condado de Krapina-Zagorje. Situa-se às margens do rio Sutla, ao longo da fronteira entre a Croácia e a Eslovênia. O município de Kumrovec tem 1.413 residentes (2021), mas a aldeia em si tem apenas 267 pessoas. O município foi criado em 6 de maio de 1997, após ter sido desmembrado do município de Tuhelj.
Kumrovec é nomeadamente o local de nascimento de Josip Broz Tito (1892–1980), o presidente da ex-Iugoslávia. A casa natal de Tito (construída em 1860 como a primeira casa de alvenaria da vila) abriga o Museu Memorial Marechal Tito, inaugurado em 1953. O museu também é importante para o folclore local. Ao lado da casa está a estátua de bronze do Marechal Tito (feita por Antun Augustinčić, 1948). A parte antiga de Kumrovec compreende o Museu Etnológico com 18 casas de aldeia, que exibe exposições permanentes de artefactos relacionados com a vida e obra dos camponeses de Zagorje nos séculos XIX/XX. A vila é pequena, mas de grande popularidade na ex-Iugoslávia, devido à celebração anual do Dia da Juventude todo dia
Hoje a grande atração de Kumrovec é o Museu Etnológico Staro Selo (Vila Velha) Kumrovec, com casas de aldeia muito bem preservadas da virada do século XIX/XX. A reconstrução e redecoração destas casas teve início em 1977. Até agora, foram restauradas cerca de 40 casas e outras instalações agrícolas, o que torna Staro Selo o local mais atraente deste tipo na Croácia. Os visitantes podem ver exposições etnológicas permanentes, como o Casamento ao estilo Zagorje, a Vida dos Recém-casados, Do Cânhamo ao Linho, Artesanato do Ferreiro, Artesanato de Cart-wright, Cerâmica, Do Grão ao Pão, etc.
Em 24 de novembro de 1935, os Irmãos do Dragão Croata ergueram um monumento ao hino croata Lijepa naša domovino para comemorar o seu centésimo aniversário. Kumrovec comemora este dia como feriado municipal.

## História
No final do século XIX e início do século XX, Kumrovec fazia parte do condado de Varaždin do Reino da Croácia-Eslavônia.

## Cultura
O município abriga a organização cultural KUD Kumrovec. Possui duas capelas católicas: Kapela sv. Rok construído em 1963 e Kapela Majke Božje Snježne construído em 1639.

## População
De acordo com o censo de 2011, o município tinha uma população total de 1.588 em dez assentamentos distintos: 
- Donji Škrnik (pop. 169)
- Dugnjevec (pop. 67)
- Kladnik (pop. 155)
- Kumrovec (pop. 267)
- Podgora (pop. 45)
- Ravno Brezje (pop. 216)
- Razdrto Tuheljsko (pop. 97)
- Razvor (pop. 191)
- Risvica (pop. 277)
- Velinci (pop. 104)

## Galeria

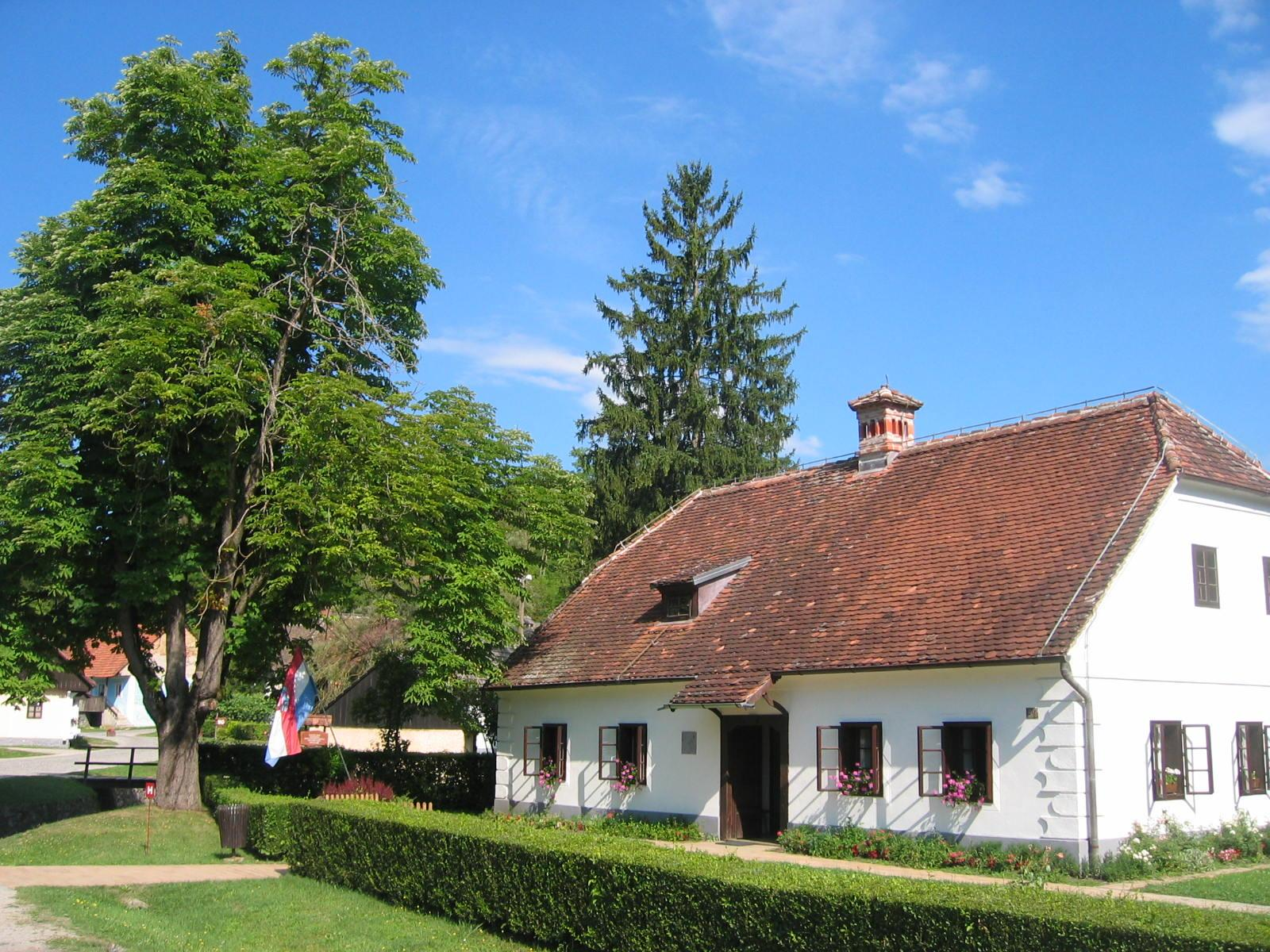
Casa natal do Marechal Tito
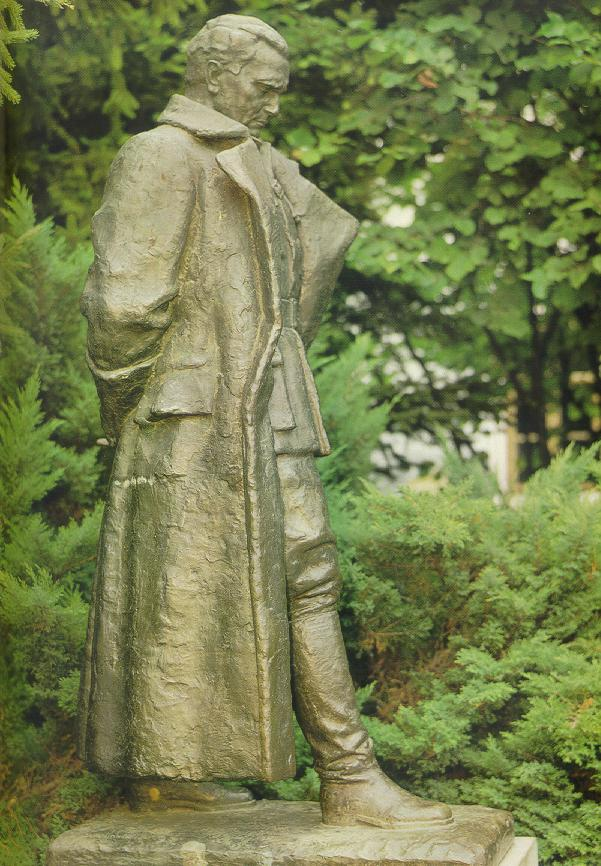
Estátua de Tito em Kumrovec, feita pelo escultor Antun Augustinčić (1900-1979)
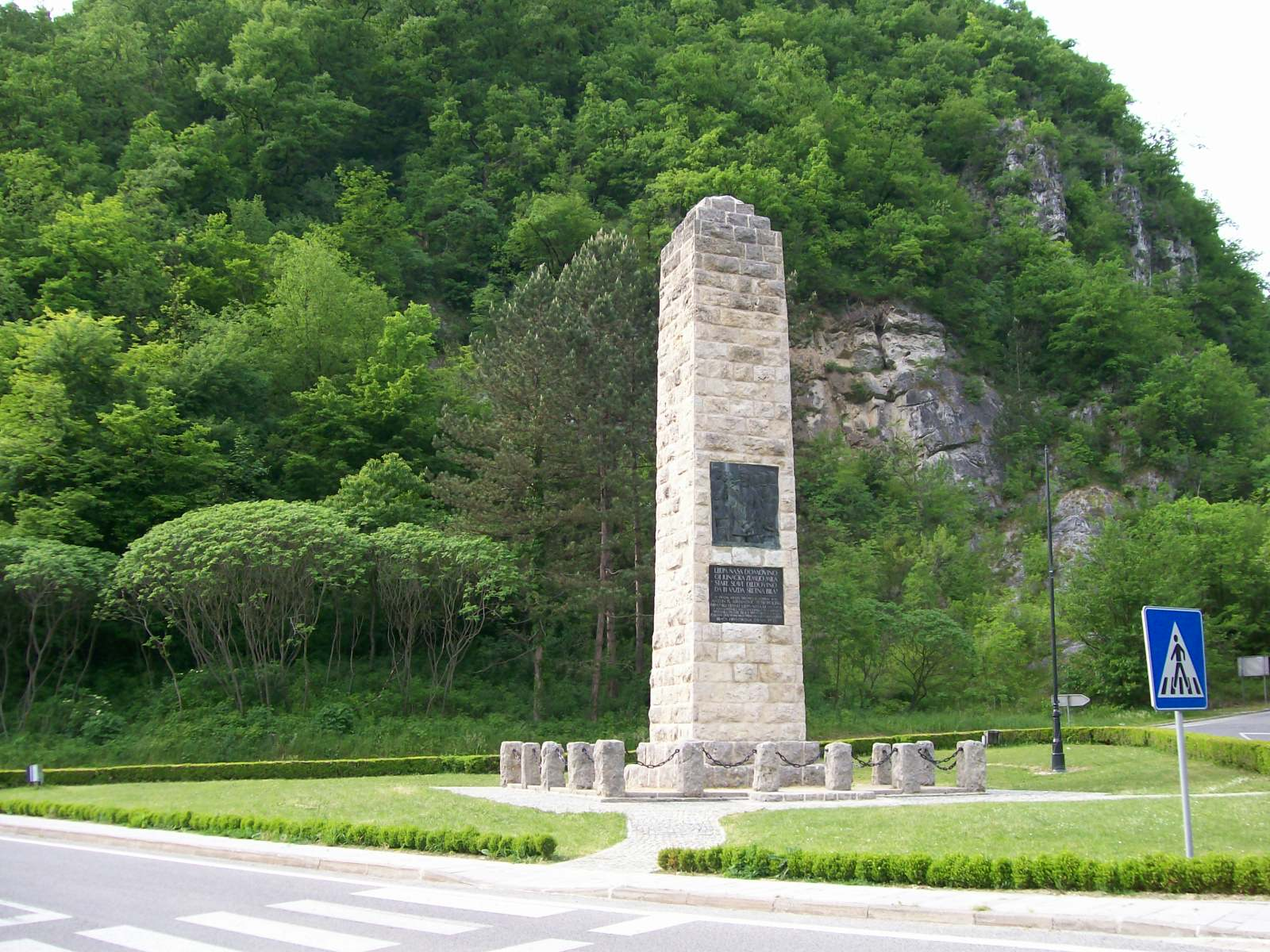
Monumento ao hino croata
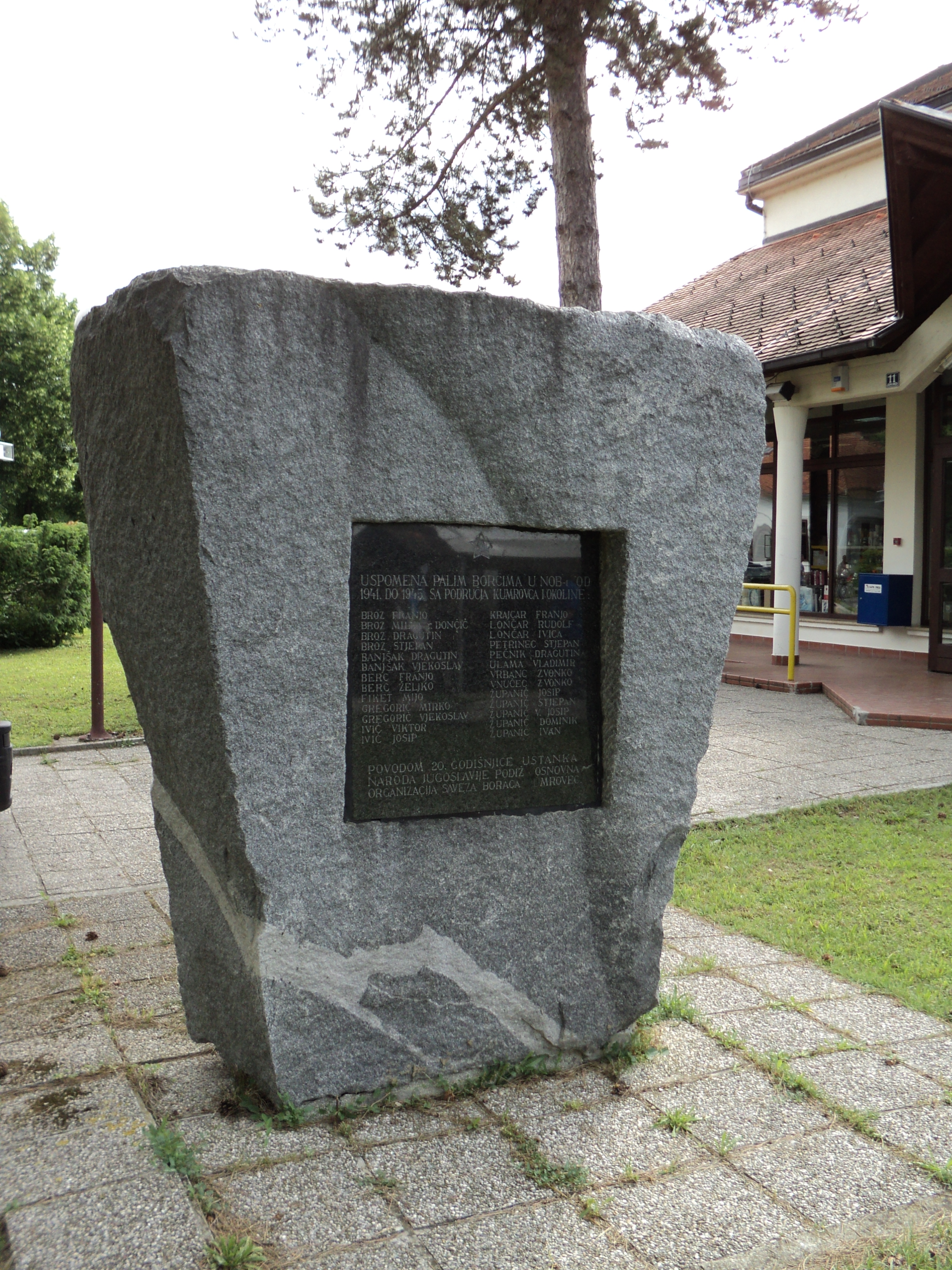
Monumento aos combatentes caídos da luta de Libertação Nacional na área de Kumrovec
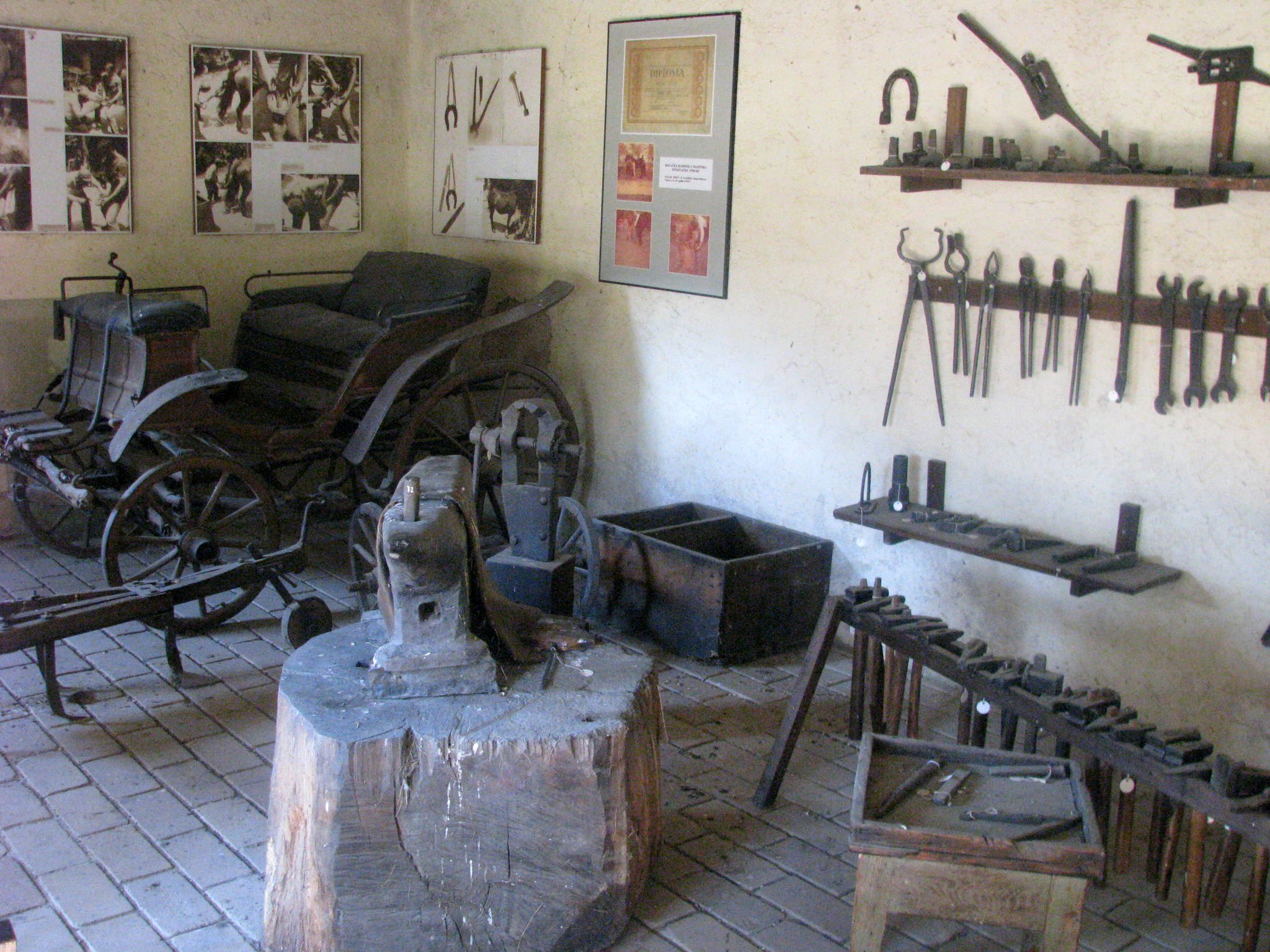
Uma das cenas do Museu Etnológico de Kumrovec